# Nyctemera luzonensis
Nyctemera luzonensis là một loài bướm đêm thuộc phân họ Arctiinae, họ Erebidae.